# Wholly Earth
Wholly Earth — студийный альбом американской певицы Эбби Линкольн, выпущенный в 1998 году на лейбле Verve Records.

## Отзывы критиков
| Оценки критиков                   | Оценки критиков |
| Источник                          | Оценка          |
| --------------------------------- | --------------- |
| AllMusic                          | [ 1 ]           |
| The Austin Chronicle              | [ 2 ]           |
| The Encyclopedia of Popular Music | [ 3 ]           |
| The Guardian                      | [ 4 ]           |
| The Penguin Guide to Jazz         | [ 5 ]           |

Джим Сантелла из All About Jazz отметил, что Эбби Линкольн продолжает впечатлять своим уникальным стилем баллад, который легко полюбить, и ясной манерой повествования. Рецензент AllMusic Тим Шеридан написал: «Место Линкольн в пантеоне великих джазовых певиц неоспоримо, но на этой записи её голос уже пережил лучшие годы. Разрушительное воздействие времени взяло свое, и результат приятный, но не лучшая её работа. Падение силы особенно заметно в дуэте с гораздо более молодой Мэгги Браун. Тем не менее, в альбоме есть много прекрасных моментов, таких как лёгкая раскачивающаяся „If I Only Had a Brain“ и милая оригинальная „And It’s Supposed to Be Love“. Её группа особенно хороша, особенно пианист Марк Кэри и вибрафонист Бобби Хатчерсон». Обозреватель RPM Билл Ватт заявил, что на самом деле, голос Линкольн не столько хриплый, сколько скрипучий, и её цель, какой бы она ни была, не оправдывается, когда она поёт свои собственные композиции, которые кажутся одинаково второсортными и в конечном счёте усыпляющими. В журнале Time написали: «Линкольн, возможно, самая плодовитая певица джаза, написавшая здесь семь из 10 песен, в некоторых из которых даже есть мелодии, достойные поп-музыки (это подразумевается как комплимент; её тексты, с другой стороны, тяготеют к метафизической глупости). Но вас должен волновать голос. Как будто её все ещё задевает многолетняя критика о том, что она не „настоящая“ джазовая певица, фразировка Линкольн может звучать эксцентрично, даже извращённо, но мало кто из вокалистов может соперничать с её способностью передавать чистые эмоции — поочередно печальные, задумчивые и ликующие. Она была в ударе в 90-е и не подает признаков остановки». Джеффри Хаймс в обзоре для The Washington Post заявил, что Линкольн доказывает, что одаренные певцы могут превратиться в одаренных авторов песен как в джазе, так и в поп-музыке.

## Список композиций
Слова и музыка всех песен Эбби Линкольн, за исключением отмеченных.
1. «And It’s Supposed to Be Love» — 5:12
2. «Midnight Sun» (Сонни Берк, Лайонел Хэмптон, Джонни Мерсер) — 7:23
3. «Wholly Earth» — 6:01
4. «Look to The Star» — 6:42
5. «Another World» — 9:13
6. «Conversations with a Baby» — 6:36
7. «If I Only Had a Brain» (Гарольд Арлен, Йип Харбург) — 5:33
8. «Another Time, Another Place» (Бенни Картер) — 7:13
9. «Caged Bird» — 7:04
10. «Learning How to Listen» — 3:32

## Участники записи
- Аранжировка, вокал — Эбби Линкольн
- Бас — Джон Ормонд (2-8, 10), Майкл Боуи (1, 9)
- Вибрафон — Бобби Хатчерсон (2, 4, 8, 10)
- Вибрафон, маримба — Бобби Хатчерсон (1, 5, 6, 9)
- Вокал — Мэгги Браун (1, 9)
- Запись, мастеринг, сведение — Джей Ньюленд
- Звукорежиссёр — Джей Ньюленд
- Звукорежиссёр (ассистент) — Скотт Янг
- Ударные — Даниэль Морено (1, 3, 5, 6, 9)
- Продюсер — Жан-Филипп Аллар
- Продюсер (ассистент) — Фарида Бахир
- Труба — Николас Пэйтон (4)
- Ударные — Элвестер Гарнетт
- Флюгельгорн — Николас Пейтон (8)
- Фортепиано — Джеймс Херт (1, 9), Марк Кэри (2-8, 10)

Сведения взяты из аннотации к альбому.